# Ватра Дорней
Ва̀тра До̀рней (на румънски: Vatra Dornei) е град в окръг Сучава, северна Румъния. Населението му е 14 429 души (по данни от преброяването от 2011 г.).
Разположен е на 804 m надморска височина в Карпатите, на 75 km югозападно от град Сучава и на бреговете на река Бистрица. Първото споменаване на селището, част от историческата област Буковина, е от 1592 година. През XIX век се превръща в популярен балнеологичен и планински курорт. До 1918 година то е в границите на Австро-Унгария, а след това е присъединено към Румъния, като през следващите десетилетия значителното украинско, еврейско и немско население напуска града.